# Кокша (приток Лажа)
Кокша — река в России, протекает в Кировской области. Устье реки находится в 11 км по правому берегу реки Лаж. Длина реки составляет 12 км.
Исток реки в 22 км к юго-западу от посёлка Лебяжье. Река течёт на юго-запад, крупных притоков нет, на реке село Кокши и несколько деревень. Впадает в Лаж выше села Лаж.

## Данные водного реестра
По данным государственного водного реестра России относится к Камскому бассейновому округу, водохозяйственный участок реки — Вятка от города Котельнич до водомерного поста посёлка городского типа Аркуль, речной подбассейн реки — Вятка. Речной бассейн реки — Кама.
Код объекта в государственном водном реестре — 10010300412111100037501.